# Ville del Monte
 Ville del Monte ist eine weit verstreute Fraktion der Trentiner Gemeinde Tenno und besteht aus sechs einzelnen Ortsteilen mit Namen San Antonio, Calvola, Lago di Tenno, Mattoni, Pastoedo und Canale. Die Ville del Monte liegen nördlich von Riva del Garda, oberhalb von Burg und Hauptort Tenno, an der kurvenreichen, aber gut ausgebauten Staatsstraße SS 421 „dei Laghi di Molveno e Tenno“  in Richtung Passo del Ballino.

## Canale

Canale – eine der engen Gassen

Canale ist ein Ortsteil von Ville del Monte gegenüber dem Bocca Magnone, der die Jahrhunderte ohne große Veränderung überdauert hat. Am südlichen Hang des Monte Misone liegen zusammengerückte und eng verschachtelte Steinhäuser von auffallend einheitlichem Trentiner Baustil.
1967 eröffnete der Maler Giacomo Vittone in Canale als einer der ersten „Neubürger“ sein Atelier, als das Dorf schon weitgehend verlassen war. Heute steht die Casa degli Artisti Malern und Bildhauern aus der Region für ungestörte Arbeit in nostalgischem Ambiente zur Verfügung.
In Canale findet alljährlich Anfang August ein einwöchiges mittelalterliches Dorffest (Rustico Medioevo) statt. Es gibt ein breites Angebot an Unterhaltung, von theatralischen Aufführungen in Kostümen, alten Gemälden nachempfunden, bäuerlichen Trentiner Gesangesdarbietungen bis zu lukullischen Köstlichkeiten aus heimischen Kochtöpfen. Darüber hinaus treten Künstler aus der Region mit vielfältigen Überraschungen zur Unterhaltung der Bevölkerung und der Gäste auf. Die Veranstaltungsreihe hat inzwischen einen festen Platz im Kulturleben des Trentino.
Canale ist Mitglied der Vereinigung I borghi più belli d’Italia (Die schönsten Orte Italiens).